# Stictodora hancocki
Stictodora hancocki är en plattmaskart. Stictodora hancocki ingår i släktet Stictodora och familjen Heterophyidae. Inga underarter finns listade i Catalogue of Life.